# Brana (erebídeos)
Brana (Arctiidae) é um gênero de traça pertencente à família Arctiidae.